# Twijzel
Twijzel (en frison : Twizel) est un village de la commune néerlandaise d'Achtkarspelen, dans la province de Frise.

## Géographie
Le village est situé dans l'est de la Frise, à 14 km au nord-est de Drachten. Il est traversé par la route reliant Leeuwarden à Groningue.

## Démographie
Le 1er janvier 2018, le village comptait 1 080 habitants.

## Personnalité
- Peter Tuinman, acteur, est né en 1947 à Twijzel.